# François Benoist
François Benoist (10. září 1794, Nantes – 6. května 1878, Paříž) byl francouzský varhaník, hudební pedagog a skladatel.

## Životopis
François Benoist studoval od roku 1811 na pařížské konzervatoři u Catela a Adama. Roku 1815 vyhrál Prix de Rome za kantátu Oenone. Po ukončení pobytu v Itálii pracoval od roku 1819 jako první královský dvorní varhaník a vyučující na konzervatoři. Jeho žáky byli César Franck, Camille Saint-Saëns, Charles Lecocq, Louis Lefébure-Wely a Adolphe Adam. Od roku 1840 byl premier chef de chant pařížské Opery..

## Dílo (výběr)
- Léonore et Félix, komická opera, 1821
- Chœur d'adieu, 1836
- La Gipsy, Ballett, 1839
- Le Diable amoureux, balet, 1840
- Bibliothèque de l'organiste, 12 svazků, 1841 - 1861
- Messe de Requiem pour trois voix d'homme et une d'enfant, avec accompagnement d'orgue ad libitum, 1842.
- Othello, opera, 1844
- L'Apparition, opera, 1848
- Nisida ou les Amazones des Açores, balet, 1848
- Pâquerette, autor baletu Arthur Saint-Léon, 1851
- Deux Préludes, 1860
- Recueil de quatre morceaux pour orgue: Andante, Fugue sur le Pange lingua, Marche religieuse, Communion, 1861
- Messe à 4 voix, orgue et orchestre, 1861
- Ave Maria pour mezzo-soprano
- Kyrie à 4 voix
- O Salutaris à une voix,
- Cantique à la Sainte Vierge